# Luo (peuples)
 Fusionner dans Luo_(peuple)
Pour les articles homonymes, voir Luo.
Les Luo, aussi appelés Lwo ou Luwo, sont un ensemble de peuples nilotiques de l'Afrique de l'Est. Ils vivent à l'est et au nord du lac Victoria, principalement au Kenya (dans la province de Nyanza), mais aussi en Tanzanie, en Ouganda, en République démocratique du Congo, en Éthiopie ainsi qu'au Soudan du Sud dont ils sont originaires.

## Ethnonyme
Luo signifie « suivre » en langue luo (dholuo).

## Population
Au Kenya, les Luo sont le troisième groupe ethnique du pays, après les Kikuyus et les Luhyas. Ils représentent 13 % de la population. Les Luo proprement dits sont 5 123 000, auxquels il faut ajouter les Luo Suba qui sont 74 000.
En Tanzanie, on évalue à 327 000 le nombre de Luo Suba.
Au Soudan du Sud, les Luo sont 149 000.
En Ouganda le nombre de Luo est estimé à 750 000.

### Luo et Luo suba
Pour le peuple : 

Pour la langue : 

### Acholi
Pour le peuple : 

Pour la langue : 

### Lango
Pour le peuple : 
Lango (peuple)

### Alur
Pour le peuple 
 
Pour la langue 

### Shilluk
Pour le peuple 

Pour la langue 

## Histoire
Les jo Luo (« hommes (de la tribu des) Luo » en luo), sont arrivés, sur les rives du lac Victoria, par vagues successives à partir de 1500 apr. J.-C. en provenance du sud de la Nubie (probablement du Chamal Bahr al-Ghazal), chassant ou assimilant les populations bantoues venues d'Afrique centrale et présentes, pour leur part, depuis la fin du premier millénaire.

## Culture

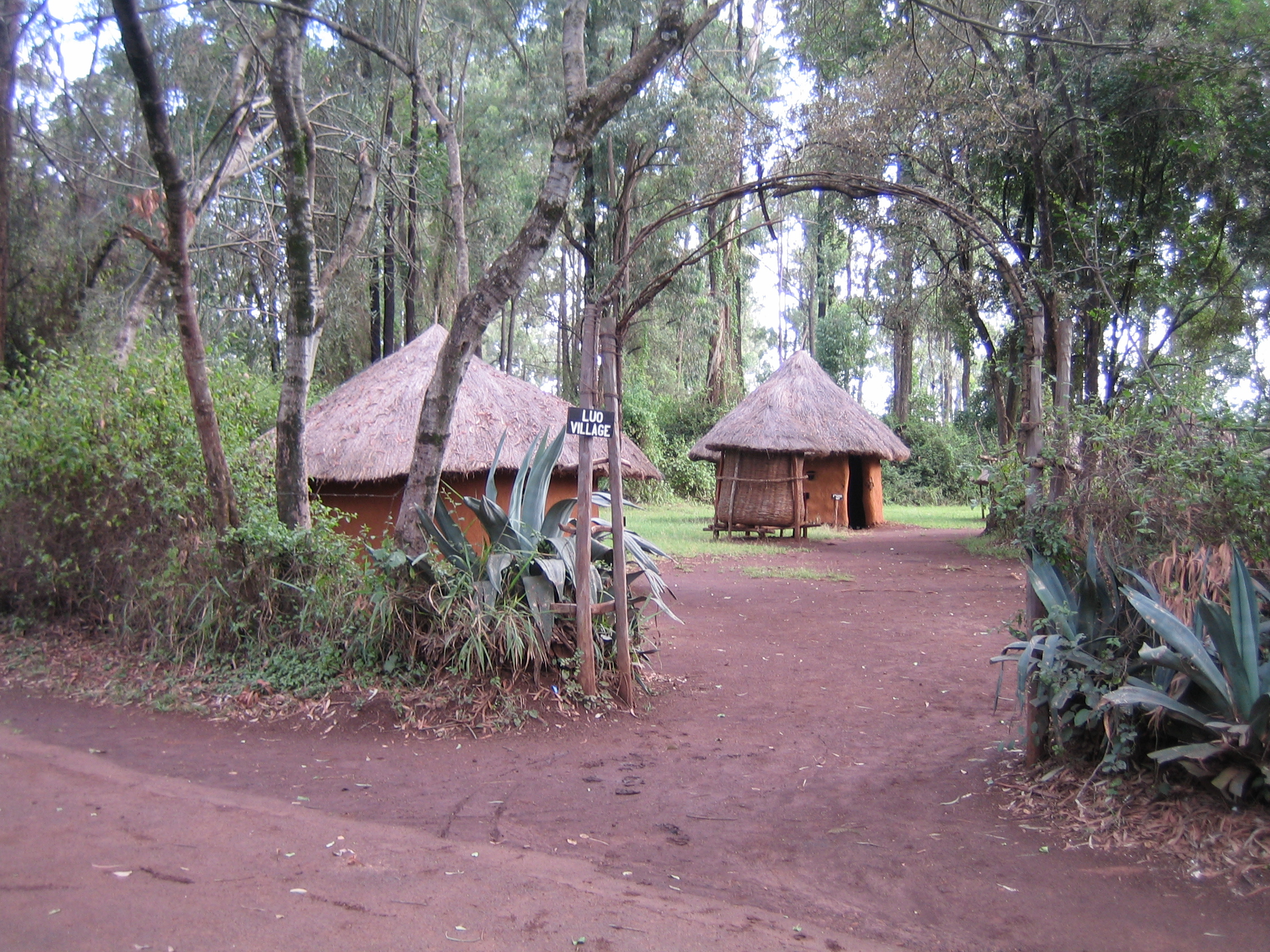
Village traditionnel Luo au musée Bomas of Kenya

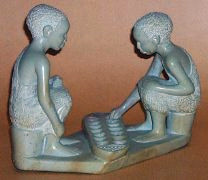
Figurines Luo en stéatite jouant à lajwa

## Langue
La langue de ce peuple est d'origine nilo-saharienne et est appelé :
- Au Kenya et en Tanzanie : le luo (dholuo en langue luo);
- En Ouganda : le lwo ou luo-acholi (dok acoli en langue luo);
- Au Soudan du Sud : le lwo (iwo en langue luo).

À noter que la langue est assez différente entre ces trois régions.

## Personnalités d'origine Luo

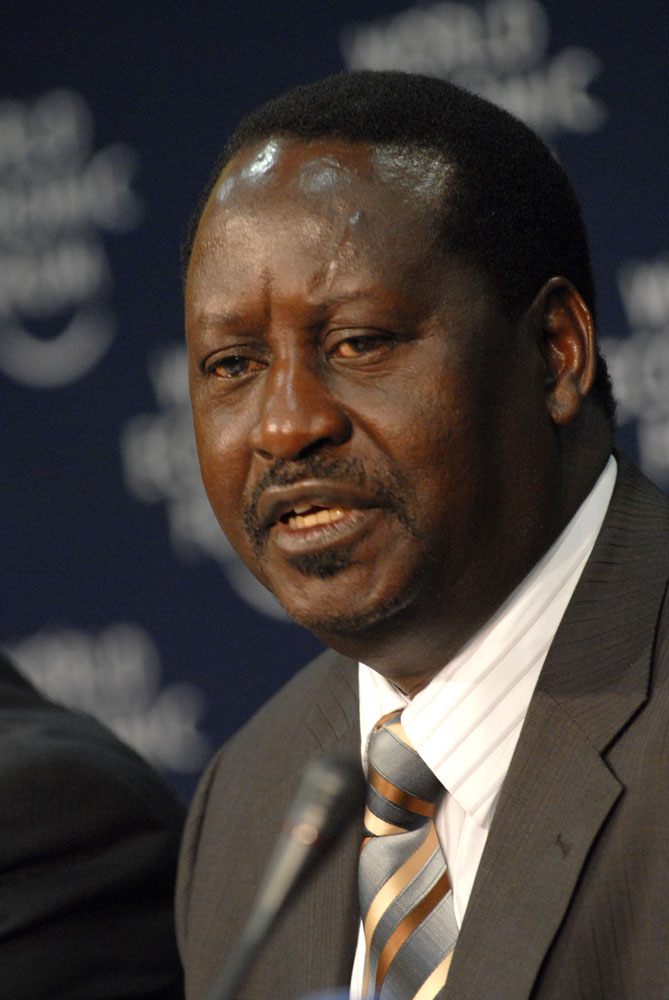
Raila Odinga en 2008

- Ayub Ogada, chanteur, compositeur et joueur de nyatiti (la lyre des Luo du Kenya) ;
- Barack Obama Sr.[4], père de l'ancien président des États-Unis Barack Obama Jr.;
- Barack Obama Jr., ancien Président des États-Unis ; il évoque longuement ses origines africaines dans la troisième partie son livre Dreams from My Father     (« Les rêves de mon père ») ;
- Bazilio Olara Okello, ancien Président de l'Ouganda ;
- Bethwell Allan Ogot, historien et professeur, actuellement coordinateur de l'enseignement supérieur à la Moi University au Kenya ;
- David Owino Misiani, musicien, chanteur, compositeur d'origine tanzanienne, un des pionniers du style musical Benga ;
- George Ramogi, musicien, compositeur et chanteur kényan ;
- Grace Ogot, première femme écrivain kényane de renommée internationale et épouse de Bethwell Allan Ogot ;
- Grace Onyango, première femme Présidente d'une Chambre des Députés (Kenya) en Afrique;
- Odera Akang'o, chef tribal kényan;
- Hastings Winston Opinya Okoth-Ogendo, Avocat et Professeur d'université kényan
- Janani Luwum, ancien Archevêque ougandais ;
- Jaramogi Oginga Odinga, premier Vice-président du Kenya indépendant;
- Joseph Kony, leader de l'Armée de résistance du Seigneur, un groupe de rebelles ougandais ;
- Milton Obote, ancien Premier ministre et Président d'Ouganda ;
- Okello Oculi, romancier, poète et chroniqueur ougandais ;
- Okot p'Bitek, poète ougandais, auteur de Song of Lawino ;
- Olara Otunnu, ancien Secrétaire général adjoint des Nations unies ougandais ;
- Pamela Arwa Mboya, déléguée permanente de l'ONU pour les « Établissements Humains » kényane et épouse de Tom Mboya ;
- Raila Amolo Odinga, Premier ministre du Kenya, leader du parti politique ODM (Orange Democratic Movement), fils de Jaramogi Oginga Odinga ;
- Ramogi Achieng' Oneko, un des 6 pères fondateurs de la Nation kényane ;
- Robert Ouko, Ministre kényan des Affaires étrangères, assassiné en 1990 ;
- Suzzana Owiyo, musicienne, chanteuse et compositrice kényane de renommée internationale;
- Tito Okello, ancien Président de l'Ouganda ;
- Thomas Risley Odhiambo, Professeur d'entomologie kényan ;
- Tom Mboya, Ministre kényan de l'Économie et du Développement, assassiné en 1969 ;
- Tony Nyadundo, musicien, chanteur et compositeur, chantre du style musical Ohangla.